# Alessandro Capitani
Alessandro Capitani (Orbetello, 4 agosto 1980) è un regista cinematografico, sceneggiatore e regista televisivo italiano.

## Biografia
Nel 2004 si laurea alla Facoltà di Lettere di Bologna. Nel 2006 è ammesso al Centro sperimentale di cinematografia come allievo del corso di regia e si diploma nel 2009 con i cortometraggi L’occasione e L’uomo dei sogni.  Nel 2013, con il cortometraggio La legge di Jennifer vince ai Nastri d'argento e riceve una borsa di studio presso gli Studios Universal di Hollywood. Nel 2016, con Bellissima, conquista il David di Donatello per il miglior cortometraggio. Nello stesso anno per la tv si occupa della regia ed anche autore insieme a Simone Giorgi del programma Insuperabili, andato in onda su Rai 3.
A settembre del 2017 inizia a girare in Puglia la sua opera prima In viaggio con Adele con protagonisti Alessandro Haber, Sara Serraiocco e Isabella Ferrari, il 17 ottobre 2018 viene presentato alla Festa del Cinema di Roma nella sezione Pre-aperture, nello stesso giorno il film viene distribuito in tutte le sale cinematografiche. Verrà poi inserito nella sezione ufficiale del Foggia Film Festival.
Nel 2020 e 2021 è stato regista della prima e della terza edizione del programma Sette storie su Rai Uno.
Dal 10 settembre 2023 cura la regia del talk show In mezz'ora su Rai Tre.

## Filmografia

### Regista e sceneggiatore[6]
- La parte mancante - cortometraggio (2003)
- Il giardino delle esperidi - cortometraggio (2004)
- Padre e figlio - doc (2006)
- Non piangere, porta sfortuna - cortometraggio (2006)
- Il mare si è fermato - cortometraggio (2009)
- Interferenze - cortometraggio (2009)
- L'occasione - cortometraggio (2010)
- L'uomo dei sogni - cortometraggio (2010)
- Come prima, più di prima, mi amerò - doc (2011)
- La legge di Jennifer - corto (2012)
- E se domani - tv (2012)
- I mestieri del cinema - tv (2014)
- Sconosciuti - tv (2014-2015)
- Bellissima - cortometraggio (2015)
- Tutti salvi per amore - TV (2015)
- I dieci comandamenti - serie TV (2015-2016)
- Le ragazze del '46 – mini-serie TV doc (2016)
- Insuperabili - TV movie doc (2016)
- Nazionali - TV movie doc (2017)[7]
- In viaggio con Adele (2018)
- I nostri fantasmi (2021)

## Riconoscimenti
- 2016 – David di Donatello
  - Miglior cortometraggio per Bellissima